# Wólka Łosiniecka
Wólka Łosiniecka – wieś w Polsce położona w województwie lubelskim, w powiecie tomaszowskim, w gminie Susiec.
W latach 1975–1998 miejscowość położona była w województwie zamojskim.
Wieś stanowi sołectwo gminy Susiec.  Według Narodowego Spisu Powszechnego z roku 2011 wieś liczyła 327 mieszkańców.
Wierni Kościoła rzymskokatolickiego należą do parafii Opieki św. Józefa i św. Michała Archanioła w Łosińcu.

## Części wsi
| SIMC    | Nazwa        | Rodzaj    |
| ------- | ------------ | --------- |
| 0900531 | Swidy        | część wsi |
| 0900548 | Wólka Mała   | część wsi |
| 0900554 | Wólka Wielka | część wsi |

## Historia
Wieś powstała jako wolnizna w czasie zbliżonym do powstania Łosińca, o której to wsi pierwsza wzmianka pochodzi z 1578 roku. W XIX wieku Wólka rozwijała się demograficznie w tempie podobnym Łosińcowi, według spisu miast, wsi, osad Królestwa Polskiego z roku 1827 Wólka Łosiniecka (zwana także Łosiniecką Wólką) posiadała 73 domy i 436 mieszkańców, Łosiniec, [w:] Słownik geograficzny Królestwa Polskiego, t. V: Kutowa Wola – Malczyce, Warszawa 1884, s. 734. domów 69 a mieszkańców 441.